# La Canya
La Canya és un nucli de població dins la comarca de la Garrotxa repartit entre els municipis de la Vall de Bianya i Sant Joan les Fonts (dins del terme municipal d'Olot també hi trobem la capella d'Esperança i una zona industrial que té el nom del poble). El 2013 tenia 1.295 habitants, 733 a Sant Joan i 562 a la Vall de Bianya, on és el nucli més habitat. La part de la Vall de Bianya forma un enclavament dins el terme municipal de Sant Joan les Fonts.
És a 360 metres d'altitud, al peu del volcà de la Canya i vora el Fluvià, al nord d'Olot, ciutat amb la qual està gairebé unit al llarg de la carretera C-26, que comunica la Canya també amb l'Hostalnou de Bianya i Ripoll. També té comunicació per carretera local (GI-522) amb Sant Joan les Fonts i Castellfollit de la Roca.
Actualment, la Canya es divideix en tres barris: la Canya de Dalt, la Canya de Baix i la Roureda. La Canya de Baix forma part de Sant Joan les Fonts, mentre que la Canya de Dalt és la part de la Vall de Bianya. La Roureda és una zona residencial més nova al terme municipal de Sant Joan les Fonts.

## Etimologia
La Canya era el nom popular pel qual es coneixia un hostal situat a prop del mas Illa (al territori de la Vall de Bianya). Més endavant, el nom de l'hostal va acabar per ser el nom del poble que acabaria creixent amb posterioritat a la seva rodalia. Sembla que l'hostal rebia aquest nom perquè tenia una canya com a senyal per indicar que era un hostal, ja que els arrendaments del segle xviii obligaven a l'hostaler a tenir un senyal (un tauló o una branca) per indicar que els passants hi podien trobar menjar i beguda.

## Història
Les referències més antigues de la Canya són del mas Illa, datat del segle xiv, i a la falda de la muntanya d'Aiguanegra.
En el segle xix, al costat del camí hi havia dos nuclis: la Canya de Baix, pertanyent a Sant Joan les Fonts, i la de Dalt pertanyent al llavors municipi de Capsec (actualment la Vall de Bianya). Al final del segle xix entre la Canya de Dalt i la de Baix hi havia 244 habitants, la major parts vinculats a les indústries a la vora del riu Fluvià.
Així, doncs, la causa del seu poblament va ser l'aixecament industrial que va tenir lloc en la segona part del segle xix al costat del Fluvià. Una altra raó de la seva existència és que sempre ha estat una important cruïlla de camins. Per això, l'existència d'un establiment d'hostalatge i d'una ferreria a peu de carretera es remunta a segles enrere.
En el decurs de la guerra Civil, la Generalitat va instal·lar la indústria de guerra número 4 a la fàbrica de can Porxes. En aquesta factoria s'elaboraven productes per a la fabricació d'explosius.
El primer que van reivindicar els veïns de la Canya en el segle passat va ser una escola, i així, l'any 1902 ja estava prevista la creació d'una escola a la Canya, dins del terme de la Vall de Bianya. El 14 de juliol de 1930 es va constituir una mancomunitat formada per membres dels tres ajuntaments del poble per tal de crear i conservar l'escola. En aquesta època es va establir l'escola en un local arrendat, en què acudien entre 70 i 80 alumnes. En temps de la República es va iniciar la construcció d'un centre escolar, però no es va poder acabar per la guerra.
A més, el 1941 Olot va deixar la mancomunitat arran de la construcció del Grup Escolar Malagrida. Els ajuntaments de Bianya i Sant Joan van acabar el centre l'any 1959. Va funcionar fins als anys setanta, en què es va posar en funcionament l'Escola Llar, prop de la Canya, però dins del terme d'Olot. Actualment, l'edifici de l'antiga escola fa les funcions de Casal d'Avis.
L'any 1967 es crea la Comissió de Festes de La Canya, amb l'objectiu d'organitzar les diferents festivitats del poble. L'any 1969 es fixa l'1 de maig, dia de la festivitat de Sant Josep Obrer, com a Festa Major, amb motiu de la recent construcció de la parròquia del poble en honor d'aquest mateix sant (fins llavors, la Festa Major havia estat amb motiu de la Mare de Déu d'Esperança i el Roser, la primera quinzena de maig). L'any 1971, la Comissió adquireix "la Cooperativa", una antiga sala de ball construïda als anys trenta que es reconverteix en el centre cívic del poble. L'any 2007 l'Ajuntament de Sant Joan les Fonts enderroca el local i s'inicia la construcció de la nova sala de La Cooperativa, que s'acaba el 2010, tot i que la façana no s'acaba fins a principis de 2014.

## Llocs d'interès

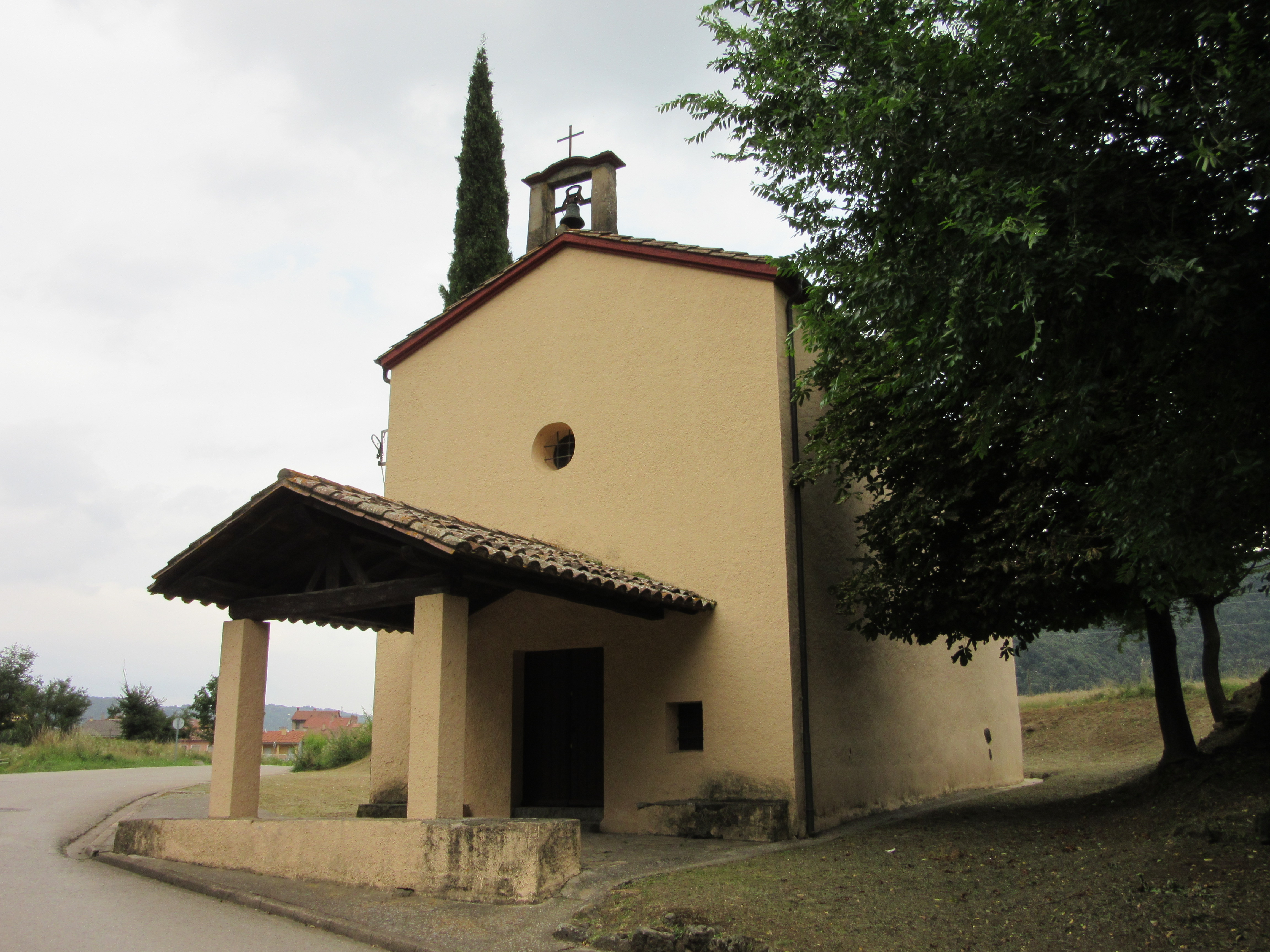
Capella de Nostra Senyora de l'Esperança.

- Antic Cafè del Poble de la Canya:[6] edifici de planta rectangular i teulat a dues aigües. Era l'antic cafè del poble (actualment hi segueix funcionant un bar) i la façana principal va ser decorada seguint les línies de l'estil modernista. Disposa de planta baixa i dos pisos superiors amb escala exterior. La primera disposa de dues portes d'accés separades per una columna salomònica feta de rajols i coronada amb motius florals, un medalló i les lletres C A F E. El primer pis disposa de dos balcons igualment sostinguts per mènsules decorades amb fullatges estilitzats. Les obertures dels dos pisos estan emmarcades per estuc, imitant columnes, amb capitells i un ampli entaulament, coronat per un escut llis.
- Can Pararols:[7] casa noucentista envoltada de jardí, de planta rectangular, ampli cos central i dos més baixos i petits als laterals. El teulat és a quatre aigües i disposa de planta baixa, amb la porta d'accés a la part central, i dos pisos superiors. Les obertures es troben repartides per les façanes seguint un eix central de simetria. Destaca el petit teulat que guarda dues finestres al primer pis, fet amb teules planes, a tres aigües. Damunt ell hi ha dos finestres de punt rodó que ventilen el segon pis. Destaca un petit templet al jardí a manera de glorieta, que és de planta rectangular, amb teulat a quatre aigües de teules planes i està sostingut per quatre pilars cantoners.
- Capella de Nostra Senyora de l'Esperança:[8] petita capella d'una sola nau amb teulat a dues aigües, fet de teules. La porta d'accés al temple és a ponent i antigament havia tingut una gran porxada. El campanar, d'espadanya amb un sol ull, corona la façana principal. Els murs foren arrebossats i pintats. L'interior és molt senzill i s'hi venera una imatge de l'escultor Rafael Morer. Sembla que la primitiva imatge es guarda al Mas Esparch. Referenciada l'any 1772, havia fet la funció d'església anteriorment, abans que es construís l'actual. És habitual celebrar-hi missa el dia de la Mare de Déu de l'Esperança (el diumenge abans de Nadal).
- Casa al carrer de l'Esperança:[9] casa entre mitgeres de planta rectangular i teulat a dues aigües. Disposa de planta baixa i dos pisos superiors, sense golfes. Les obertures són rectangulars i es troben repartides per la façana de manera totalment simètrica. La porta d'accés a l'edifici és central amb una finestra a cada costat. Les finestres estan emmarcades per estuc llis de formes ondulades. El primer pis té un balcó central, sostingut per mènsules decorades amb fullatges estilitzats; està emmarcat per estuc llis, de formes ondulades i coronat per un escut d'armes, net d'ornamentació, envoltat per volutes i fullatges. Aquesta mateixa decoració es repeteix en les dues finestres dels costats. El segon pis disposa també de balcó central i una finestra a cada costat, emmarcats per estuc de formes ondulades. Cal remarcar la decoració feta amb estuc dels murs d'aquesta façana: els cantoners imiten grans carreus de pedra i la resta dels murs imiten encoixinats.
- Casa a la carretera d'Olot núm. 10:[10] casa entre mitgera, de planta rectangular i teulat a dues aigües. Aquest darrer està sostingut per bigues de fusta i la cornisa decorada amb rajoles vidriades de color grana i ocre. Fou concebuda seguint una ordenació totalment simètrica. Disposa de baixos i pis. Les obertures són de punt rodó i estan emmarcades per estuc que imita carreus de pedra, amb una destacada clau d'arc. Els cantoners també es realitzaren amb estuc. Les obertures del primer pis tenen rajoles de colors amb motius de sanefes amb decoració floral estilitzada, predominant els colors grocs i blanc. Cal remarcar el joc cromàtic que hi ha entre el gris de l'estuc que emmarca les obertures amb el groc de l'estucat de la façana.
- Casa a la carretera d'Olot núm. 14:[11] casa de planta rectangular, amb teulat molt pronunciat a tres aigües. És de teules planes, coronat per pinacles i té gàrgoles amb caps d'aus. És sostingut per bigues de fusta vistes. Disposa de planta baixa, pis i golfes; les obertures, distribuïdes segons un eix de simetria estan emmarcades per estuc i tenen les baranes de fusta. Els murs varen ser arrebossats.
- Casal de Cuní:[12] ubicat prop de la carretera d'Olot a la Canya. És de planta rectangular i teulat a dues aigües, amb els vessants vers les façanes laterals. Disposa de baixos, dos pisos i golfes. Va ser bastit amb pedra volcànica i carreus ben tallats per fer els cantoners i algunes de les obertures. Al costat de la casa hi ha diverses edificacions per guardar les eines del camp. A l'interior encara es conserva mobiliari d'època. Malgrat que no es disposa de notícies històriques sobre l'edifici, Francisco Fontfreda, autor d'un article dedicat a la capella de l'Esperança, afirma que els senyors de Cuní sempre en van tenir cura.
- Capelleta de Sant Joan Baptista:[13] petita capelleta al carrer de Sant Joan bastida l'any 1867 i restaurada el 1951, feta d'estuc. Dues mènsules a cada costat sostenen les columnes amb fust estriat i una base àmplia amb un motiu geomètric. Els capitells són llisos i sostenen un frontó en molt mal estat de conservació; al centre d'aquest, hi veiem la data 1867. La imatge interior és molt posterior a la construcció d'aquesta capelleta.

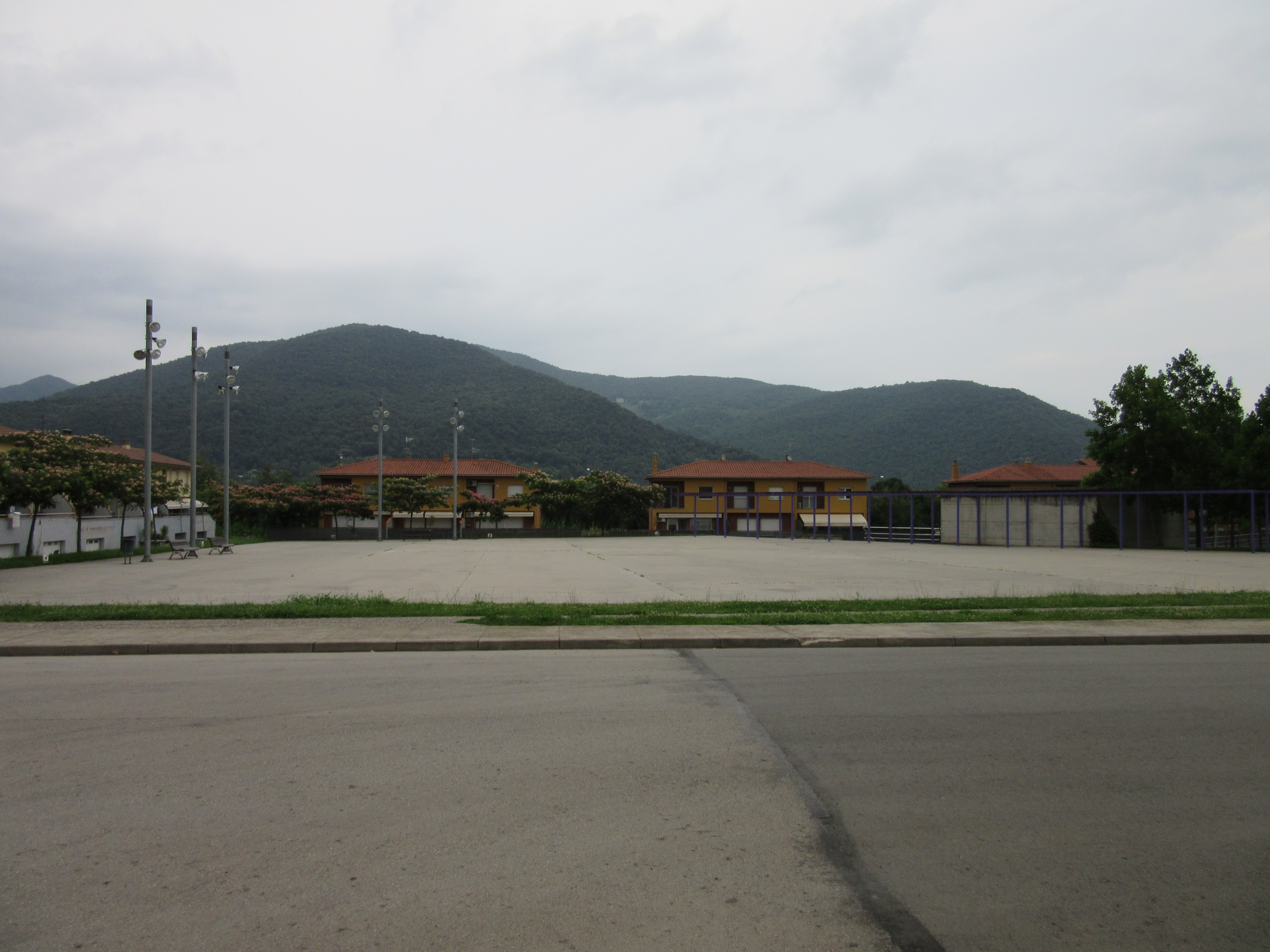
La Plaça Nova de La Canya

- Església de la Canya:[14] església bastida durant els anys setanta, dedicada a Sant Josep Obrer. Disposa de planta totalment irregular i teulats plans sense teules. Va ser bastida amb rajols col·locats en alguns sectors a dent de serra, formant entrants i sortints i donant mobilitat als murs. El campanar va ser fet amb una estructura de ferro i setze anelles de formigó prefabricat. Els interiors són també de rajols i la nau és pràcticament circular, ventilada per estretes i llargues finestres a manera d'espitllera. Unida a l'església hi ha la rectoria. Destaca la manca d'angles rectes i de línies paral·leles. L'església és una reunió de diferents cossos semicirculars.
- Fàbrica del Clot d'en Daina:[15] fàbrica a la riba esquerra del riu Fluvià. És de planta rectangular amb molts cossos afegits i diferents teulats a dues aigües. Presenta dues parts diferenciades: la casa dels amos, de planta rectangular, amb baixos i un pis, obertures emmarcades per estuc, petites decoracions florals estilitzades i boles de ceràmica vidriades verdes i vermelles; i la fàbrica, de la que destaca la torre que corona l'edifici i que dona personalitat al conjunt. És de planta quadrada, teulat a quatre vessants i finestres emmarcades per estuc blanc. Sota la cornisa` corre una sanefa amb motius geomètrics, fets amb ceràmica vidriada.
- Molí d'en Daina:[16] antic molí fariner a la riba dreta del riu Fluvià, també conegut com a "Can Daina" o "Molí d'en Conill". Va ser bastit amb pedra volcànica i carreus escairats a obertures i cantoners. És de planta rectangular (avui amb molts afegits recents que el desfiguren totalment) i teulat a dues aigües sostingut per bigues de fusta. Disposa de baixos, planta d'habitatge i golfes. Durant l'aiguat de l'any 1940 aquest petit molí va restar molt malt menat i quasi no s'utilitzà més. L'any 1941-1942, es va col·locar a la sala del molí una complicada turbina per subministrar electricitat que encara està en funcionament. Les referències més antigues d'aquest molí són de l'any 1801.

## Educació
Llar d'Infants (0-3 anys)
- Llar d'Infants de la Canya

## Esport
L'esport a la Canya és representat pel club del poble, l'Agrupació Esportiva La Canya. Aquest club fou fundat l'any 1973 per l'àrbitre Joan Guirado amb el suport de Pere Canal, i durant la seva història han destacat les seccions de futbol i de bàsquet. Aquesta última jugava en una pista descoberta al costat del camp de futbol, i va tenir durant els anys noranta equips sènior masculí i femení i sots 21 masculí. El 2002 fou, de moment, l'últim any on es va practicar bàsquet federat al poble, amb la participació d'un sènior femení a Tercera Catalana. El 2008, després de 5 anys sense bàsquet, s'ha tret la pista poliesportiva on solien jugar els equips federats.
La secció de futbol continua activa. Durant molts anys ha estat el club de referència de les Comarques Gironines a nivell de futbol femení, quan la temporada 1998/99 va aconseguir l'ascens a Primera Divisió Nacional, el màxim nivell espanyol del futbol femení, on va competir amb equips com el FC Barcelona o el RCD Espanyol. No obstant això, només va aconseguir competir-hi una temporada, quedant en 11a posició. Actualment, l'equip femení juga a la categoria regional. L'equip masculí és un clàssic de Tercera Regional. La temporada 2005/06 es va construir un equip amb antics jugadors de Segona Regional, cosa que va permetre a la Canya quedar en un magnífic segon lloc de la lliga i li donava accés a participar en la lligueta de promoció per pujar a Segona. L'AE la Canya aconseguí superar la lligueta i la temporada 2006/07 l'equip participà en la Segona Regional. Tot i començar la lliga bastant bé, el final fou dur i l'equip caigué al descens, per la qual cosa tornava a Tercera un any després. El gran equip que s'havia fet no es va poder mantenir i actualment l'equip està a la zona mitjana-baixa de Tercera Regional. A part de l'equip absolut, el club també disposa de 3 equips masculins: un cadet, un aleví i un benjamí.
Els colors del club són samarreta granada i pantalons i mitges blaves.